# День працівників водного господарства
День працівників водного господарства — професійне свято України. Відзначається щорічно у першу неділю червня.

## Історія свята
Свято встановлено в Україні «…Ураховуючи вагомий внесок працівників водогосподарсько-меліоративного комплексу у розвиток водного господарства і меліорації земель, задоволення потреб населення і галузей національної економіки у водних ресурсах…» згідно з Указом Президента України «Про День працівників водного господарства» від 18 березня 2003 року № 226/2003.